# Plaza La Concordia
La Plaza La Concordia es un espacio público de la parroquia Santa Teresa de Caracas, Venezuela. Fue creado en 1936 por órdenes del presidente Eleazar López Contreras.

## Historia
En el espacio que hoy ocupa la plaza se encontraba la cárcel de La Rotunda, construida en 1844, pero que luego se convirtió en el principal símbolo de la represión política del presidente Juan Vicente Gómez. La prisión fue demolida por orden del presidente Eleazar López Contreras, en 1936, a pocos meses de la muerte de Gómez. 

### Construcción
Tras la demolición de la prisión, se decidió levantar una plaza en honor a «los luchadores de la libertad en América» y se le encargó el proyecto al arquitecto Carlos Raúl Villanueva. La construcción se inició en 1937 y fue inaugurada en 1940 con un templete neoclásico monóptero como punto central y principal de la plaza, signo del amor, la paz y la unión. Tenía techo de tejas y columnas estilo griego, mientras que al interior de la estructura se encontraba una estatua de mármol que representaba Venezuela. En 1961, fue demolido el templete y en su lugar se decidió crear una estructura de concreto a cargo del ingeniero Tomas Reina y el arquitecto Eduardo Robles Piquer.